# Otto Bleibtreu
Otto Bleibtreu (* 19. Juli 1904 in Greifswald; † 6. Juni 1959 in Düsseldorf) war ein deutscher Jurist und Verwaltungsbeamter.

## Leben
Bleibtreu wurde als Sohn eines Professors geboren. Nach dem Abitur studierte er Rechtswissenschaft an den Universitäten in München, Heidelberg und Bonn. Anschließend trat er in den juristischen Staatsdienst ein und war als Richter tätig. Nach der nationalsozialistischen Machtübernahme wurde er 1933 entlassen und arbeitete danach als Rechtsanwalt. Von 1940 bis 1945 nahm er als Soldat am Zweiten Weltkrieg teil. Nach dem Kriegsende war er zunächst als Richter in Bonn tätig, ehe er in die nordrhein-westfälische Justizverwaltung wechselte.
Bleibtreu amtierte von 1948 bis 1953 als Ministerialdirektor und dann bis 1956 als Staatssekretär im Justizministerium des Landes Nordrhein-Westfalen. Von 1956 bis 1958 war er Chef der Staatskanzlei in Düsseldorf. Im Anschluss war er bis zu seinem Tode Chef der Senatskanzlei in Berlin. Von Juli 1955 bis 1956 war er Mitglied des Personalgutachterausschusses für die neue Bundeswehr.